# Болгарская грекокатолическая церковь
Болгарская грекокатолическая церковь (лат. Ecclesia Catholica Bulgariae, болг. Българска гръкокатолическа църква; самоназвания: Церковь соединённых с Римом болгаров, болг. Църквата на съединените с Рим българи, Соединённая болгарская церковь, болг. Съединена българска църква, Болгарская униатская церковь, болг. Българската униатска църква) — одна из восточнокатолических церквей, придерживающихся византийского обряда, то есть принадлежащая к числу грекокатолических церквей. Насчитывает 13 приходов, которые расположены на территории Болгарии.

## История
В конце 1850-х среди болгар, находившихся в юрисдикции Константинопольского Патриархата, усилилось движение за независимость национальной церкви от Константинополя. Часть духовенства на этой почве выступила за унию с Римом. Возглавлявший сторонников унии архимандрит Иосиф Сокольский 8 апреля 1861 года был посвящён папой Пием IX в епископы и назначен главой Болгарской католической церкви византийского обряда. В этом качестве он был признан и султаном. Церковь быстро росла, число грекокатоликов в Болгарии превысило 60 000 человек. Тем не менее вскоре архиепископ Сокольский был, при неясных обстоятельствах, вывезен в Российскую империю на российском судне, где до смерти пребывал в Киево-Печерской лавре (с 1863 года в Китаеве).   
Вот что по этому поводу пишет князь Никита Дмитриевич Лобанов-Ростовский, потомок князя Алексея Борисовича Лобанова-Ростовского, принявшего в событиях непосредственное участие: «В расстоянии одного километра от древней Китаевской пустыни, в непосредственной близости от Преображенской пустыни находится небольшое урочище, жители которого до сих пор называют его «Болгарским хутором». Большая часть нынешних хуторян расскажут вам, что здесь полторы сотни лет тому назад приезжие болгары разводили виноградники и сады, и только немногие старожители помнят от своих дедушек и бабушек, что в этом месте проживал ссыльный болгарский епископ. А почему ему пришлось выехать из родины в далекий Киев - не знают и они…
Болгарская Православная Церковь дважды была независимой, и всякий раз после падения болгарского государства теряла свою независимость и церковь. В середине XIX века некоторые влиятельные православные болгары видели выход из положения в унии с Римом. Они рассчитывали получить относительную независимость, сохранить и развить собственную церковную традицию, которая отвергалась Патриархом Константинопольским. В 1860 г. группа людей (политиком, несколько состоятельных болгар из Стамбула и два иезуитских миссионера) решили вывести Болгарскую Православную Церковь из-под юрисдикции Константинопольской и подчинить ее Римской курии с целью затормозить влияние России в Болгарии. Они выбирают 75-летнего игумена Сокольского монастыря вблизи Габрово, монаха Иосифа Сокольского, и предлагают его папе Пию Х на место архиепископа и главы Униатской Церкви в Болгарии. 14 апреля 1861 г. папа назначает приехавшего в Рим Иосифа на этот пост. Вскоре после возвращения архиепископ Иосиф осознает, что совершил ошибку, и впадает в депрессию.
Видя, что Болгарская Церковь, вместо того чтобы объединиться, распадается из-за униатства, православный поэт и общественный деятель Петко Рачев Славейков затевает дерзкую авантюру. Он решает похитить архиепископа Иосифа и передать его на заточение в Российскую империю, чтобы таким образом покончить с униатством в Болгарии. При посредничестве писателя и общественного деятеля Найдена Герова, состоявшего тогда на русской дипломатической службе в Пловдиве, он вовлекает в свою затею Алексея Борисовича Лобанова-Ростовского, советника русского посольства (1859-1863) в Стамбуле. 6 июня 1861 г. под предлогом прогулки на пароходе вдоль бухты Золотой Рог Иосифа заманивают на корабль, который вместо прогулки вдоль берега берет курс на Одессу. Петко Словейков покрыл все расходы, связанные с перевозкой, но, вернувшись в Стамбул, он получил 4500 грошей от русского правительства, врученные ему А. Б. Лобановым-Ростовским.
Для покаяния болгарскому владыке предложили поселиться на земле принадлежащего Лавре Преображенского скита. Иосиф поселился на хуторе и сразу заложил сад и виноградник, полностью посвятив себя развитию виноградарства. К церковной службе Иосифа Сокольского как униата не допускали, но материально он был обеспечен. Пожаловавшись однажды Киевскому митрополиту, что ему не выдают должной рыбы и вина, Иосиф навлек на свое хозяйство целую лаврскую комиссию. Митрополит, ознакомившись с отчетом, написал: «Жалоба оказалась несостоятельной. Оставить без последствий». А про вино добавил: «и прежде не следовало давать и после отнюдь не давать, потому что у нас для вина нет… безвозмездного источника».
После десяти лет уединения, болгарскому епископу пришлось несколько раз ездить на земли Восточной Польши, вошедшей в состав Российской империи, и убеждать местное униатское духовенство и паству переходить в православие. Умер он в 1879 году. Перед кончиной исповедовался и причастился по чину Православной церкви». Похоронили его на Преображенском кладбище. Могила существовала еще в начале минувшего века, домик же его Лавра сдавала дачникам, а затем он был разобран и перенесен».
В 1870 году фирманом султана Абдул-Азиза, в частности, в ответ на требования России был учреждён Болгарский экзархат под юрисдикцией Константинополя, который де-факто стал независимой церковной структурой (см. Греко-болгарская схизма); три четверти болгарских грекокатоликов вернулось в православие.
В 1883 году Святой Престол создал новую структуру, предназначенную для окормления греков и болгар — католиков византийского обряда: апостольскую администратуру с центром в Константинополе и два апостольских викариата — Македонский (с центром в Салониках) и Фракийский (с центром в Адрианополе).
В ходе Балканских войн 1912—1913 годов и первой мировой войны большинство болгар, в том числе и грекокатоликов, бежало с территорий современных Греции, Сербии и Турции в Болгарское царство. В 1926 году был учреждён Болгарский апостольский экзархат. Большую роль в становлении Болгарской грекокатолической церкви сыграл Анджело Ронкалли, ставший затем папой Иоанном XXIII. Он был апостольским визитатором, а позднее апостольским делегатом для Болгарии вплоть до 1934 года.
После окончания второй мировой войны церковь подверглась репрессиям со стороны коммунистического режима; однако, в отличие от многих грекокатолических церквей Восточной Европы Болгарская католическая церковь не была полностью запрещена, хотя и была вынуждена существовать в весьма стеснённых условиях.
После падения коммунистического режима церковь получила возможность свободной деятельности, ей была возвращена часть собственности.

## Современное состояние
Болгарская католическая церковь имеет статус епархии (болг. Софийска епархия св. Йоан XXIII). По данным Annuario Pontificio за 2014 год численность прихожан составляет около 10 000 человек в 13 приходах. С 1995 года и по настоящее время её возглавляет епископ Христо Пройков. Резиденция главы церкви находится в Софии.